# Celebrate!
Pour les articles homonymes, voir Celebrate.
Albums de Kool & the Gang
Ladies' Night
(1979) Something Special
(1981)
Singles
1. Celebration
Sortie : octobre 1980
2. Take It To the Top
Sortie : janvier 1981
3. Jones vs. Jones
Sortie : avril 1981

Celebrate! est le douzième album studio du groupe américain Kool and the Gang, sorti le 29 septembre 1980. 
L'album a notamment atteint la 2e place du  Billboard Top Soul Albums et la 48e place du Billboard 200 aux États-Unis. Il est certifié disque de platine aux États-Unis et disque d'or au Canada,.
Sur l'album figure l'une des chansons les plus connues de Kool and the Gang, Celebration, qui est sortie en tant que premier single de l'album, en octobre 1980, et qui s'est classé en tête des hit-parades aux États-Unis, au Canada et en Nouvelle-Zélande,,. En 2016, la chanson est intronisée au Grammy Hall of Fame.

## Liste des titres
| 1. | Celebration        | - Ronald Bell - Kool & the Gang    | 4:58 |
| 2. | Jones vs. Jones    | - George Brown - Kool & the Gang   | 4:18 |
| 3. | Take It to the Top | - Bell - Kool & the Gang           | 4:19 |
| 4. | Morning Star       | - Robert Mickens - Kool & the Gang | 3:46 |

| 1. | Love Festival | - Charles Smith - Kool & the Gang | 5:16 |
| 2. | Just Friends  | - Bell - Kool & the Gang          | 4:23 |
| 3. | Night People  | - Bell - Kool & the Gang          | 3:47 |
| 4. | Love Affair   | - Brown - Kool & the Gang         | 4:21 |

## Crédits
- Ronald Bell – claviers, saxophone, chœurs
- Claydes Charles Smith – guitare
- Kevin Bell – claviers
- Robert Bell – guitare basse
- George Brown – batterie, percussion, chœurs
- James "J.T." Taylor – chant, chœurs
- Dennis Thomas – saxophone alto
- Robert Mickens – trompette, chœurs
- Earl Toon, Jr. – claviers, chœurs
- Adam Epolito – claviers additionnels
- Cedric Toon, Meekaeel Muhammad, Robert Bell, Coffee, Something Sweet – chœurs
- Eumir Deodato – arrangement et direction de l'orchestre

### Production
- Ingénieur du son – Jim Bonnefond
- Ingénieurs assistants – Bobby Cohen, Clif Hodsdon, Jeff Kawalex, Joe DeAngelis, Jullian Robertson, Kenny Robb
- Mixage – Eumir Deodato, Jim Bonnefond, Gabe Vigorito
- Mastérisation – Tom Coyne
- Producteur – Eumir Deodato
- Producteur délégué – Kool & The Gang

## Classements et certifications
| Classement (1980–81)          | Meilleure position |
| ----------------------------- | ------------------ |
| Australie (Kent Music Report) | 72                 |
| Canada (RPM 100 Albums)       | 7                  |
| États-Unis (Billboard 200)    | 10                 |
| États-Unis (Top Soul LPs)     | 2                  |
| Nouvelle-Zélande (RIANZ)      | 20                 |
| Pays-Bas (Mega Album Top 100) | 13                 |

| Classement (1981)          | Position |
| -------------------------- | -------- |
| Canada (RPM 100 Albums)    | 43       |
| États-Unis (Billboard 200) | 19       |
| États-Unis (Top Soul LPs)  | 8        |

### Certifications
| Région                                | Certification | Ventes/Streams |
| ------------------------------------- | ------------- | -------------- |
| Canada (Music Canada)                 | Or            | 50 000^        |
| États-Unis (RIAA)                     | Platine       | 1 000 000^     |
| ^Mise en rayon selon la certification |               |                |